# Andrei Vizanti
Andrei Vizanti (n. 4 mai 1844, Iași - d. ?) a fost un scriitor și profesor de istorie universală, istoria românilor și literatura română la Universitatea din Iași, ales membru corespondent al Academiei Române în 1882 și îndepărtat în 1903, ca urmare a acuzației de delapidare de bani publici.
Între anii 1864-1868, împreună cu Ștefan Vârgolici, a urmat cursurile Facultății de Filosofie și Litere ale Universității din Madrid obținând doctoratul cu teza intitulată Breve noticia sobre la historia de Rumania (Scurtă informare despre istoria României). La această universitate a fost înmatriculat sub numele «Andrés Vizanti y Basilio». A absolvit cu calificative excelente, obținând și două premii, la literatura greacă și la cea arabă. La obținerea licenței, a fost scutit de jurământul politic, fiind străin, dar nu și de cel religios, deoarece era greco-catolic.
În perioada 5 septembrie 1868 - 11 iunie 1869, Andrei Vizanti a fost Director adjunct la Colegiul Național Iași.
Catedra de la Universitatea din Iași, devenită vacantă prin plecarea lui V. A. Urechia la Universitatea din București, a fost ocupată în 1869 de A. Vizanti, protejat al lui Urechia, care-l sprijinise să obțină și bursa de studii în străinătate. În 1875, ministrul Cultelor și Instrucțiunii publice, Titu Maiorescu l-a îndepărtat pe Vizanti din Universitate, din cauza absențelor repetate de la cursuri, iar catedra sa a fost scindată și împărțită între V. Burlă și A. D. Xenopol. Vizanti pe care Nicolae Iorga îl considera „un ignorant așa cum sunt majoritatea ignoranților de pe la noi”,  a revenit la catedră în foarte scurt timp, datorită legăturilor sale politice, fiind repus pe post de următorul ministru, de data aceasta un liberal.
În cartea sa „Amintiri de la Junimea din Iași”, George Panu își amintește: Andrei Vizanti, proaspăt întors din Spania, unde își făcuse studiile universitare (de ce în Spania? Probabil fiindcă Spania e o soră latină cu noi), solicitează imediat o catedră de universitate; pe atunci ca și acum catedrele universitare se dădeau foarte lesne, pe atunci cel puțin lucrul se explica, acuma nu o obținea. Vizanti își face lecția introductivă la cursul său vorbind despre „Principiul unităței în istorie”. Ce o fi însemnat acest principiu al unităței în istorie, nu-mi mai aduc aminte, măcar că eu ca student am asistat la acea lecție; atâta știu că acea lecție a fost deplorabilă. Vizanti natural că era de altă părere, de aceea se grăbește a-și publica lecțiunea într-o broșurică de 30 de pagini intitulată astfel:
Principiul unităței în istorie. Discurs rostit la Universitatea din Iași de A. Vizanti, licențiat în filosofie și litere, profesor suplinitor de istoria și literatura română etc., membru al academiei madritense.
La 22 iunie 1876, prin raport către Ministerul Cultelor și Instrucțiunii Publice, Vizanti, în înțelegere cu Dimitrie Petrino – poetul rival al lui Mihai Eminescu – au pus la cale un proces împotriva lui Eminescu pentru sustrageri de cărți și mobilier de la biblioteca din Iași. Pentru că totul era la locul lor dosarul a fost închis. Tot Andrei Vizanti l-a dat în judecată și pe Titu Maiorescu pentru risipă din visteria statului.
Andrei Vizanti (zis și „groaznicul Veisa”), adversar înverșunat al lui Titu Maiorescu, a făcut parte din comisia de judecată a lui T. Maiorescu, pentru că acesta ar fi risipit banii statului dând burse pentru străinătate generației de tineri care avea să fie mai apoi gloria culturii și literaturii românești.
Andrei Vizanti a fost unul din liderii locali ai Partidului Național Liberal. A fost ales deputat și senator pe listele acestui partid și a ocupat funcția de vicepreședinte al Senatului.
În ședința Camerei de la 1 decembrie 1878, Andrei Vizanti, ca reprezentant al Colegiului III din Vaslui, a prezentat proiectul de lege "Desființarea Embaticurilor și a tuturor monopolurilor de clasă" care însă nu a fost aprobat.
A fost decan al Facultății de Litere și Filosofie al Univestității din Iași. A fost numit președinte al Comitetului teatral al Teatrului Național din Iași, însă, împătimit de jocul de cărți, a delapidat din fondurile teatrului și, în 1899, pentru a evita procesul și condamnarea, s-a refugiat în America. În cartea sa „Amintiri din Junimea”, Iacob Negruzzi își amintește că: „Maiorescu suprimase în proiectul său de buget catedra ocupată de Andrei Vizanti la Universitatea de Iași. Mai târziu, în neregulă cu banii strânși pentru statuia lui Kogălniceanu, Vizanti a fugit în America, de unde n-a mai dat semn de viață”.
În cartea sa „Istoria ideilor Mele”, A.D. Xenopol se referă la Vizanti cu următoarele cuvinte:
… catedra de istoria Românilor era îmbinată cu acea de literatura română și era ocupată de Andrei Vizanti, un om nenorocit care deși ajunsese la mari demnități atât culturale cât și politice, stăpânit de patima jocului de cărți, mâncase mai mulți bani de la casa teatrului, unde era președinte al comitetului și pentru a scăpa de urmărire fugise în America, de unde i s'a pierdut urma.
Andrei Vizanti a fost considerat de unii contemporani ca fiind unul dintre cei „care nu s-a arătat la înălțimea chemării lor”, activitatea sa didactică și publicistică fiind minoră, cursurile sale la Universitatea din Iași fiind adesea ținute de suplinitori, precum Alexandru Lambrior, sau, după fuga sa, de Dimitrie Petrino.

## Familia
Andrei Vizanti, căsătorit întâia dată cu Elena Stroi, s-a recăsătorit în 1890 cu Ecaterina Millo, fiica colonelului Al. Millo și a Ecaterinei, născută Bibescu.

## Excluderea din Academia Română
În ziua de 28 martie/10 aprilie 1903 Andrei Vizanti, ales membru corespondent al Academiei în 1882, făcându-se „vinovat de delapidare a părăsit țara” este „șters din rândurile membrilor Academiei”, „numele unui om dezonorat” neputând fi membru al acestui for științific.

## Lucrări publicate
- Discursulu... la inaugurarea cursului seu de Literatura româna de la Facultatea de Litere diu Jasi, Autor: Andrei Vizanti, 1869.
- Veniamin Costachi mitropolit al Moldovei și Sucevei. Epoca, viața și operele sale: 1768-1846, 164 pagini, Editura Buciumul român, Iași, 1881.

## Legături externe
- Exemplarul original manuscris al tezei intitulate Breve noticia sobre la historia de Rumania
- Pagina Andrei Vizanti pe situl Crispedia.ro.
- Pagina Andrei Vizanti, primer alumno rumano en la Universidad Central de Madrid pe situl Un vallekano en Rumania / Un vallekan în România.